# Francis Hosier
Francis Hosier (1673-1727) est un officier de la Royal Navy britannique des XVIIe et XVIIIe siècles. Lieutenant du vaisseau amiral de Rooke à la bataille de Barfleur en 1693. Il capture L'Heureux au large du cap Clear en 1710 et se distingue lors d'un combat contre les Espagnols au large de Carthagène des Indes en 1711. Il est cependant célèbre pour son rôle dans l'échec du blocus de Portobelo, échec dont les ordres reçus du gouvernement de Londres sont en grande partie responsables. Il décède lors de ce blocus, en compagnie de plusieurs milliers de marins.

## Carrière

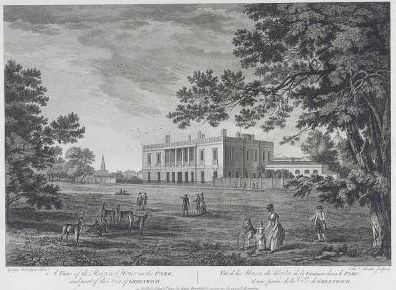
The Ranger's House, Greenwich par George Robertson, 1791. Construite vers 1700–1720 pour le capitaine Francis Hosier. National Maritime Museum, Londres (PT2659)

Hosier est le fils d'un greffier de l'Échiquier (Clerk of the Cheque) et Muster-master (en) de Samuel Pepys qui vivait au pied de Crooms Hill, Greenwich. Un certain Francis Hosier était magasinier aux chantiers navals de Deptford en 1684, avec un salaire de 305 £, le salaire le plus élevé du chantier naval. Il passe dans la Navy avec le grade de lieutenant en 1692, date à laquelle il est affecté au HMS Winchelsea, une frégate de 32 canons, récemment sortie des chantiers navals, après avoir été affecté dans ce département à bord de différents navires pendant quatre ans.
Le capitaine Francis Hosier n'est âgé que de 26 ans en 1699, lorsqu'il ordonne la construction du bâtiment aujourd'hui connu sous le nom de Ranger's House, il n'a alors commandé qu'un seul bâtiment en mer, le HMS Winchelsea. En 1710, il est nommé capitaine du HMS Salisbury et, au cours d'une croisière au large du cap Clear il capture un vaisseau français L'Heureux qui est renommé Salisbury's Prize et intégré sur les listes de la Navy.
À la fin de la guerre de Succession d'Espagne, il est suspendu car suspecté d'opinions jacobites jusqu'en 1717. En 1719, il est nommé commandant en second du HMS Dorsetshire et promu au rang de rear-admiral of the white squadron (contre-amiral de l'escadre blanche), puis à celui de vice-admiral of the blue (vice-amiral de l'escadre bleue), mais la flotte reçoit l'ordre de se démanteler avant de prendre la mer. En 1720, il est à nouveau nommé capitaine en second du Dorsetshire avec le rang honoraire de rear-admiral of the blue squadron.

## Blocus de Portobelo
| \| Localisation de Portobelo in Panama \| Localisation de Portobelo in Panama |
| Localisation de Portobelo in Panama                                           |

En mars 1726, Hosier est envoyé commander une escadre dans les Indes occidentales afin d'éviter au royaume d'Espagne d'expédier ses trésors en métropole. Le vicomte Townshend, Secrétaire d’État, consulte l'ancien corsaire Woodes Rogers, qui était présent à Londres à l'époque, quant aux routes que les Espagnols emprunteraient et aux moyens matériels qu'ils mettraient en œuvre. Grâce à son expérience, Rogers connaît alors probablement mieux que quiconque en Angleterre les tactiques utilisées par les Espagnols pour passer inaperçus. Ce dernier rédige un rapport, daté du 10 novembre 1726, en compagnie du capitaine Jonathan Denniss afin de préparer Hosier à sa mission. Dans un premier temps, le blocus de Portobelo (en) est un succès ; cependant, conformément aux ordres du gouvernement de Londres qui lui interdisaient de capturer la ville, ce qu'il aurait pu aisément faire avec ses vingt bâtiments armés en guerre, il est contraint de croiser au large d'une côte infestée de moustiques. La fièvre jaune fait rapidement son apparition au sein des équipages et Hosier lui-même en mourra (certains chroniqueurs de l'époque parleront de son « cœur brisé »), alors qu'il est à bord du HMS Breda au large de Veracruz. L'épidémie décime l'escadre britannique et entre 3 000 et 4 000 marins britanniques en mourront. Dans les années 1730, la politique d’apaisement, menée par Walpole, sera rendue responsable de ce désastre et la responsabilité personnelle d'Hosier sera écartée. L'épisode est décrit de la façon suivante dans les Percy's Reliques de 1765.
| \| Localisation de Bastimentos au Panama \| Localisation de Bastimentos au Panama |
| Localisation de Bastimentos au Panama                                             |

« He (Hosier) accordingly arrived at the Bastimentos near Porto Bello, but being employed rather to overawe than to attack the Spaniards, with whom it was probably not our interest to go to war, he continued long inactive on that station, to his own great regret. He afterwards removed to Carthagena, and remained cruising in these seas, till far the greater part of his men perished deplorably by the diseases of that unhealthy climate. This brave man, seeing his best officers and men thus daily swept away, his ships exposed to inevitable destruction, and himself made the sport of the enemy, is said to have died of a broken heart. Such is the account of Smollett, compared with that of other less party writers. »
À sa mort, Hosier est remplacé par deux amiraux, qui mourront chacun à leur tour de maladies tropicales. La dépouille d'Hosier est temporairement placée dans le ballast de son vaisseau amiral, le Breda, où il restera jusqu'à son retour en Angleterre, à la fin de l'année, à bord du snow le Happy Return, sous le commandement du commandant Henry Fowkes. Son corps avait probablement été embaumé auparavant. Il est inhumé dans le caveau familial, en grande pompe, à St Nicholas, Deptford le 28 février 1728. 
En 1739, douze ans après la mort d'Hosier, au début de la guerre de l'oreille de Jenkins, l'amiral Vernon accomplit ce qui avait été interdit à Hosier et capture Portobelo avec seulement six bâtiments.

## Admiral Hosier's Ghost(« Le fantôme de l'amiral Hosier »)

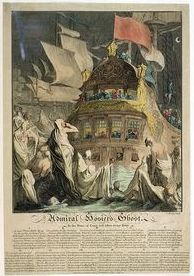
Édition du poème de Richard Glover Admiral Hosier's Ghost, écrit en 1740. Édition colorée par C. Mosley (juillet 1740).. National Maritime Museum, Greenwich (PW 3959)

Le succès de l'amiral Vernon inspire le poète Richard Glover en 1740 dans l'écriture de sa ballade intitulée Admiral Hosier's Ghost, qui était chantée sur l'air de Come and Listen to my Ditty. Ce poème fait l'apologie de l'échec d'Hosier et le blanchit de tout manque d'initiative, rejetant la responsabilité sur les ordres de l'Amirauté à « ne pas combattre », ordres qui furent obéis « contre le chaud emportement de son cœur », ayant été « envoyé dans ce climat mauvais à languir ». Dans le poème, les fantômes d'Hosier et de ses 3 000 marins apparaissent des flots peu de temps après la victoire de Vernon et Hosier le charge de « laisser les torts d'Hosier l'emporter » en rappelant l'affaire oubliée dans les milieux de l'opposition en Angleterre. C'est alors seulement que les fantômes trouveront leur repos. Ce poème est donc une attaque sur l'engagement de demi-teinte de Walpole pendant la guerre

## Mariage et descendance
Francis Hosier épouse Diana Pritchard à St Bride's, Fleet Street, le 4 juillet 1710. En 1743, un certain William Hosier effectue une donation de 300 £ aux South Sea annuities de la Deptford St Nicholas Charity School créée en 1723, pour éduquer quatre enfants. Il est probable que ce William Hosier soit un descendant de Francis Hosier, mais il n'en existe aucune preuve formelle. La Hosier Street, une rue de St. Paul Deptford, Greenwich, disparue lors des bombardements de la Seconde Guerre mondiale aurait été nommée en l'honneur de ce William Hosier.